# El Borge
El Borge er en by og kommune i det sydlige Spanien i provinsen Málaga. Den har et indbyggertal på 941 (2024) indbyggere.